# Јеванђеље по Исусу Христу
Јеванђеље по Исусу Христу (порт. O Evangelho Segundo Jesus Cristo) је роман португалског Нобеловца Жозеа Сарамага који је издат 1991. године.
Роман препричава измишљен живот Исуса Христа и хуманизује га дајући му основне људске особине као што су страст и сумња. Написан је у духу постмодернистичког става о преиспитавању историјских истина. Роман користи догађаје који су описани у канонским јеванђељима као основу за саму причу.

## О књизи
Роман је снажна прича о љубави и људској жртви, о двадесет векова људских патњи који су уследили после Христа, и показује Сарамагов импресивни стил и склоност писца да о људској судбини проговори алегорично и провокативно, а истовремено на свима разумљив начин. Због теме и начина на који третира живот Исуса Христа и због критике религије Сарамаго је изазвао снажне реакције у католичким замљама, критикован је и анатемисан од Ватикана и клера као антијеванђеље, што је довело до цензуре којом је писац спречен да прими Европску награду за књижевност.
Сарамаго у делу чак иде толико далеко да Исуса на крају представља као бунтовника. Исус је имао илузију да је пред њим нешто велико и добро, али је то нестало кад му се Бог коначно јавио и представио му свој план. Тражио је од Исуса да жртвује сина како би постао Бог целог света, не само јевреја, што ће за последицу имати велике ратове и небројене жртве. Исус није желео да учестује у томе и не марећи за сопствени живот покушао је да спаси човечанство, али не пред Богом него од самог Бога. Престао је да прича да је син Божији, већ почиње да се представља као политички бунтовник како би верници престали да га прате. Хтео је да умре пре времена и спречи ширење вируса хришћанства. Тек је кад је разапет на крст схватио да је сваки отпор узалудан и да је божија реч последња кад говори о Богу и изјављује:
“Људи опростите му, он не зна шта је учинио”
Такође је избацио и најбитнију основу свих јеванђеља, а то је васкрсење које се нигде не спомиње, већ Исус након разапињања скончава свој живот.

## Оцене дела
„Роман који просветљује својим неумољивим смислом за хумор, нежном страшћу и поезијом.“ Los Angeles Times Book Review
„Победа човека над легендом, уметнички беспрекорно уобличена. Узвишено!“ Франсиско Мигел
„Сарамаго допушта свом приповедачу да излије сву жуч и горчину због зла, беде и патње који су у име ширења хришћанства задесили свет. Сарамаго нас изазива, изненађује, задивљује и шокира. Књига која се не сме пропустити.“ Боб Корбет